# モンテ・クリスト伯 -華麗なる復讐-
『モンテ・クリスト伯 -華麗なる復讐-』（モンテクリストはく かれいなるふくしゅう）は、フジテレビ系『木曜劇場』で2018年4月19日から6月14日まで放送された日本のテレビドラマ。主演はディーン・フジオカ。
アレクサンドル・デュマの小説『モンテ・クリスト伯』を原作とし、舞台を現代の日本に移して物語が展開する。

## あらすじ
2003年春、乗船する漁船の遭難から生還した柴門暖は、婚約者である目黒すみれとの結婚式の最中に突然いわれのない罪で逮捕されてしまい、異国の監獄で凄惨な拷問を受け心身共に疲弊していた。8年後の2011年、同じく囚人であるファリア真海に出会い、逮捕された経緯を話した暖は、テロリストの支援をしていた投資家入間貞吉の身代わりにされたこと、自分を捕まえた刑事が貞吉の息子である入間公平であることを知り、ファリアを手伝い脱獄を目指す。
2017年春、ファリアの死後に脱獄し故郷に帰り着いた暖だったが、待っているはずの人も家も既になく悲嘆に暮れる。何があったのか調べた暖は、その元凶が旧知の仲である南条幸男と神楽清による裏切りであり、挙句に2人が暖の大切なものを奪い去ったことを知り、復讐を誓いシンガポールへと旅立つ。
そして2018年春、ファリアから莫大な遺産を相続しモンテ・クリスト・真海へと名を変えた暖は、幸男・清・公平の3人に近づき復讐を開始する。

## 登場人物

### 柴門暖とその関係者
柴門暖（さいもん だん） / モンテ・クリスト・真海（モンテ・クリスト・しんかい）〈26 → 41〉
演 - ディーン・フジオカ
本作の主人公で、原作におけるエドモン・ダンテス（モンテ・クリスト伯）に相当するキャラクター。
静岡県浜浦町にオフィスを置く守尾漁業の船員。明るく一途な性格で、英語が苦手など学はないが周囲から頼りにされていた。海難事故に巻き込まれた際、亡くなった船長から預かった手紙がきっかけで無実の罪を着せられ牢獄に送られてしまうが、ファリアとの出会いを契機に生きる希望を取り戻し、彼の下で学んだ後に脱獄を成功させる。一時故郷に滞在した後はシンガポール国籍の日系人としての身分を得て、ファリアの遺産を元手にわずか1年で投資家として大成。幸男たちに言葉巧みに近づき復讐のため策を巡らせる。
破滅させた幸男と清を拘束し、2人の本音の言葉を聞いた上で、すみれの「あなたと結婚する」という返事で心に区切りがついた彼は復讐計画の完結を宣言。幸男たちを解放して、自分は別荘に火を放ち、炎の中に姿を消した。
ファリア真海（ファリア しんかい）
演 - 田中泯
暖が牢獄で出会った老人。原作におけるファリア神父に相当するキャラクター。
ラデル共和国の元大統領だが、クーデターによって囚われの身となり20年もの時を地下牢で過ごしてきた。それでも脱獄のためトンネルを掘り続けていたが、2011年にたまたま暖のいる独房に出たことから彼を協力者とするようになり、共にトンネルを掘りながら様々な知識を与えた。しかし老衰によって脱獄するための力を失い、先祖代々受け継いできた資産に関する情報を暖に託し独房にて他界する。遺体は暖が脱獄する前にトンネルの中に隠し弔われた。
土屋慈（つちや しげる）
演 - 三浦誠己
真海が日本で行動する際に雇った秘書。原作におけるジョヴァンニ・ベルトゥッチオに相当するキャラクター。
少年時代から度々少年院の出入りを繰り返す等、素行が悪く犯罪に手を染めていた過去を持っている。22年前、空き巣に入った別荘で公平と留美の秘め事を偶然目撃し、生き埋めにされた赤ん坊（後の安堂完治）を救出したものの、持て余して電話ボックスに捨ててしまい、罪悪感にずっと苦しんでいた。その過去を突き止めた真海に雇われることになった。
真海の復讐には直接加担しておらず、彼の行動に恐れを抱いているものの彼の元を離れず、復讐劇の終盤では再び公平に生き埋めにされた安堂を助け病院に運んだ。
復讐劇終了後、安藤の意識が戻ったことを留美に告げた。
江田愛梨（えだ あいり）
演 - 桜井ユキ
幸男のマネージャー。原作におけるエデに相当するキャラクター。
日中ハーフで広東語が堪能。表向きは幸男のマネージャーとしてすみれからも信頼を得ているが、その正体はショーン・リーの娘エデルヴァ。両親を目の前で殺された上に自身は人身売買に遭い、男たちの慰み物にされていたが、半年前に真海に救出されたことで彼の協力者となり、素性を偽って幸男に近づいた。
両親を死に追いやった幸男への積年の憎悪と復讐のため真海に従い暗躍を続け、幸男が社会的に破滅した直後に正体を明かし自殺を要求するが、明日花からの電話で復讐心が揺らぎ、首を吊った直後の幸男を助けてしまう。それにより一度は真海に見限られたが、自ら彼のもとに戻り最後まで尽くし続けた。

### 南条幸男とその関係者
南条幸男（なんじょう ゆきお）〈24 → 39〉
演 - 大倉忠義
すみれの幼馴染で俳優。原作におけるフェルナンに相当するキャラクター。
2003年時点ではオーディションに落ち続けなかなか仕事に恵まれず、すみれと結婚する暖に嫉妬して清に唆され警察に嘘の通報をする。
暖が捕まった後香港に渡って人気俳優の仲間入りを果たし、独り身になっていたすみれと結婚し一女を授かった。しかし生活に困窮して香港マフィア「ヴァンパ」から借金していた時期があり、それが原因で恩人のショーン・リーを裏切った末に、死に追いやっている。
真海の策略で、香港の新聞に『失踪したショーン・リー一家は「ヴァンパ」に殺害されていた』と報じられ、現場に居た人間しか知らない情報ばかりだったので、「ヴァンパ」から情報を漏らしたと疑われ、付き人だった自分にも疑いの目が向けられるなど追い詰められてゆき、ショーンの死に責任があることをすみれに告白するも、直後に「ヴァンパ」との関係やショーン夫妻殺害関与がマスコミに暴露されて俳優生命を絶たれ、暖を陥れた事実を知ったすみれに離婚を宣言されてしまう。さらに正体を明かした愛梨に「ショーン一家を殺害したのは自分だと書いて死なないと、すみれと明日花がヴァンパに狙われ自分と同じ目にあう」と促され、すみれに謝罪する遺書を残して自殺を図ったが、未遂に終わる。
復讐劇終了後、暖を陥れた事も明るみに出てショーン夫妻殺害容疑で逮捕された。
目黒すみれ（めぐろ すみれ） / 南条すみれ（なんじょう すみれ）〈23 → 38〉
演 - 山本美月
暖の婚約者。原作におけるメルセデスに相当するキャラクター。
高校2年のときに両親を亡くし、遺された喫茶店「シンドバッド」を一人で切り盛りしていた。暖が捕まった後も彼の無実を信じ署名運動や面会を試みたがいずれも失敗し、店を引き払って幸男と結婚し東京に移住、料理研究家として注目を浴びている。
実は最初から真海が暖であったことに気づいていたらしく、悪いのは自分だと幸男を庇った。
ショーンの死のきっかけを作ったのが自分だという幸男の告白を聞かされ、それでも彼を支えていこうと一度は決意するも、暖を逮捕させたのが幸男だと知り、離婚を宣告する。
南条明日花（なんじょう あすか）
演 - 鎌田恵怜奈
幸男とすみれの娘。絵を描くのが好きな小学生。性別・年齢ともに異なるが、原作におけるアルベールに相当するキャラクター。
海難事故で助けられてから真海に好感を抱いている。愛梨とも姉妹のように仲が良く、明日花の存在が愛梨の復讐心を揺るがせることになる。
ショーン・リー
演 - ジョーナカムラ
幸男が香港で付き人をしていた俳優。原作におけるアリ・パシャに相当するキャラクター。
妻が日本人で幸男のことも可愛がっていたが、借金苦の幸男がダニーを手引きして、自分が持つ高価な翡翠を盗む現場を目撃してしまい、口封じのため妻もろともダニーに殺害された。
遺体は秘密裏に処分されたため、世間では一家そろって失踪扱いになっている。
ダニー・ウォン
演 - 葉山ヒロ
香港マフィア「ヴァンパ」に属する男。
15年前にショーン夫妻を殺害した。真海の手により過去の事件が明るみに出そうになったため来日し、幸男からの情報で真海の命を狙うも、あらかじめ真海に買収されていた部下たちに殴り倒され、これまで自分が殺めてきた人々と同じく魚の餌にされるという末路を辿った。

### 神楽清とその関係者
神楽清（かぐら きよし）〈30 → 45〉
演 - 新井浩文
暖の高校時代からの先輩。原作におけるダングラールに相当するキャラクター。
守尾漁業で暖と共に船員をしていたが、自分を追い越していく暖に嫉妬して幸男を唆して警察に密告させた。
暖が逮捕された後に守尾漁業を退職して地上げ屋を始め、木島に取り入って東京で建設会社「神楽エステート」を経営。下品で学や教養がなく粗野で大雑把な性格は、昔と変わっていない。
真海に付いた牛山の裏切りによって監禁され、かつて暖が受けたのと同じ苛烈な拷問に晒される。監禁中、後ろ盾の木島との闇献金疑惑と死亡説が報じられ、「俺は何もしていない」「俺は生きている」と助けを乞うも、真海に「自分の手を汚さず、邪魔な人間を潰して平然と生きる奴が最も悪質で残酷だ」と断罪される。
復讐劇終了後、暖を陥れた事も明るみに出て贈賄容疑で逮捕された。
神楽留美（かぐら るみ）
演 - 稲森いずみ
清の妻。原作におけるエルミーヌに相当するキャラクター。
かつては公平の愛人だったが、22年前に彼との間に授かった子を死産したことで別れ、銀座のホステスや政治家の愛人を経て清と結婚した。夫を愛する努力はしたが、清にとっては「権力者と自分をつなぐパイプ」でしかなく、得られない愛情を無理やり満たすために牛山に手配させた若い男たちと夜な夜な不貞をはたらいている。
真海の復讐に巻き込まれる形で安堂と肉体関係を持つが、彼が切迫早産で死産したと思っていた我が子だと知ってからは母性に目覚め、彼を守るべく清をも利用するようになる。
寺門殺しで警察に追われる安堂の国外逃亡を公平に頼むも、公平は邪魔な彼を殺害。それを知って悲嘆に暮れるが、寸でのところで救出されたことを真海から告げられ、安堂の公開捜査の記者会見に乗り込み、安堂が自分と公平の息子であること、公平の2度にわたる息子殺し（未遂）を告発。安堂は助けられて入院中で「彼は生きています」と笑顔で言うのだった。
復讐劇終了後、土屋から安堂の意識が戻ったと告げられた。
牛山直紀（うしやま なおき）
演 - 久保田悠来
清の秘書。原作におけるリュシアン・ドブレーに相当するキャラクター。
清に邪険に扱われる留美を不憫に思っていたが、立場上やむなく清に従い続けていた。
復讐劇終盤にて真海に付き、留美に大金を渡して逃がし、止めようとする清を気絶させ天野に引き渡した。

### 入間公平とその関係者
入間公平（いるま こうへい）〈37 → 52〉
演 - 高橋克典
警視庁公安部外事第三課参事官（2003年） → 警視庁刑事部長（2017年 - ）。原作におけるヴィルフォールに相当するキャラクター。
家族を捨てた貞吉への憎悪から権力への欲が強く、彼が摘発対象となった際に暖を身代わりとして逮捕することで出世を果たした。その欲はなおも尽きず、娘の未蘭をも家系に箔をつけるための道具にしようと目論む。留美曰く「誰よりも保身のために生きてる人」。
真海の正体が暖であると突き止めて勝ち誇るも、殺人犯の安堂完治が22年前に殺したはずの息子だと告げられ逆に保身の為に奔走せざるを得なくなる。
邪魔になった安堂を殺し、連続毒殺犯と知った瑛理奈にも離婚を宣告し、真海の正体をラデル共和国に明かして我が身を守ろうとするが、留美の告発で自身の罪を暴露されて警視庁より逃亡。自宅に戻ると絶望した瑛理奈が眼前で服毒自殺してしまい、瑛人を道連れにした（実は嘘）ことで現実に耐えきれず発狂。
復讐劇終了後、暖を陥れた事も明るみに出て医療刑務所に収監された。
入間貞吉（いるま ていきち）
演 - 伊武雅刀
金融ファンド「TIファンドマネジメント」の代表。原作におけるノワルティエに相当するキャラクター。
ラデル共和国のテロリスト集団「ククメット」に活動資金を提供していたが、公平が保身のために暖を身代わりにしたため逮捕を免れた。
2018年時点では脳梗塞で倒れて身体機能のほとんどを失い、公平一家に介護されている。発声は不可能だが、ベッドに備えられたモニター端末に視線誘導で入力することで他人とのコミュニケーションを可能としている。
家族の中で唯一自分の事を心配してくれる未蘭を溺愛しており、未蘭が望まぬ結婚を強いられそうになった時、「もし未蘭が出口文矢と結婚した場合は、遺産は全て世界文化振興財団に寄付する」と遺言状を書き換えて彼女を守ろうとするが、その思いは瑛理奈に利用される。
公平の発狂後、真海に瑛理奈の使用していた毒を差し出されるも、結末を見届けるためか拒否する。
入間瑛理奈（いるま えりな）
演 - 山口紗弥加
公平の後妻。原作におけるエロイーズに相当するキャラクター。
薬学部の出身で薬品に詳しい。そばへの食物アレルギー持ち。
13年前までは未蘭の家庭教師だったが、前妻の死後に家に引きこもるようになった彼女を支えるうちに公平に見初められ、財産目当てで後妻に収まった。実は前妻を殺した張本人で、遺産の取り分を増やすため未蘭も亡き者にしようと目論む。外面は良いが、貞吉が口がきけないのをいいことに、未蘭の殺害計画を嬉々として語るという狂気的な一面を持つ毒婦。
未蘭の婚約者の出口を殺し、続いて未蘭・信一朗も貞吉の手にかかったかのように見せかけて毒殺しようとするが、真海に阻止された上に一連の毒殺の犯人であることを公平に知られてしまい、「再婚したのは未蘭のためで愛してなどいない」「瑛人を置いて出ていけ」と告げられ、絶望のあまり自ら毒をあおって公平の目の前で息絶えた。
入間未蘭（いるま みらん）
演 - 岸井ゆきの
公平の亡き前妻との間の娘。原作におけるヴァランティーヌに相当するキャラクター。
大学院で海洋生物学の研究をしているが、公平からは結婚し家庭に入ることを強要されている。偶然出会った信一朗と惹かれあうようになってゆく。
復讐劇の終盤、瑛理奈に毒殺されそうになるも、信一朗が真海から受け取っていた解毒薬のおかげで一命を取り留める。
入間瑛人（いるま えいと）
演 - 宇都宮太良
公平と瑛理奈の息子。幼稚園児。原作におけるエドゥワールに相当するキャラクター。
両親から甘やかされているため素行はややわがまま。初対面の大人にも敬語でしっかりとした挨拶をするなど礼儀正しい面もあるが、母親を取られたくない気持ちから異母姉である未蘭を嫌っている。
入間家崩壊後の消息は不明。
出口文矢（でぐち ふみや）
演 - 尾上寛之
外務省の若手官僚で未蘭の婚約者。原作におけるフランツ・デビネーに相当するキャラクター。
当初は仕事でマレーシアに駐在しており、日本からの援助金を横領していた。その時に目的を伏せて近づいてきた真海と知己になっている。
真海の根回しにより帰国し、貞吉の遺産を相続した上で未蘭と結婚するための策として貞吉の殺害を唆される。逡巡するも結局遺産に目がくらんで殺害を実行しようとするが、真海の策略にはめられた瑛理奈に毒殺されてしまい、外聞を気にした公平の意向で心不全として処理された。
馬場（ばば）
演 - 村松恭子
入間家の家政婦。原作におけるヴァロワ執事に担当するキャラクター。主に貞吉の身の回りの世話をしている。貞吉に頼まれて、瑛理奈の使う毒の在り処を探るが、瑛理奈に先手を打たれ解雇される。

### 守尾漁業
守尾英一朗（もりお えいいちろう）
演 - 木下ほうか
守尾漁業の社長。原作におけるモレルに相当するキャラクター。
暖が逮捕された後も彼の無実を願っていたが、神楽も会社を去ったことで仕事が立ち行かなくなり、やがて自身も体を壊してしまい、2017年の秋に他界した。
守尾信一朗（もりお しんいちろう）
演 - 高杉真宙（幼少期：山城琉飛）
英一朗の息子。原作におけるマクシミリアンに相当するキャラクター。
暖が逮捕された頃はまだ小学生だった。英一朗が病に倒れてからは代わりに社長を務めわずかな社員たちと共に会社を支えていたものの、立て直すことは叶わず1億円の負債を抱えて倒産させてしまう。父の死後は借金返済を義務付けられていたが、暖が世話になった恩返しとしてこっそり渡した1億円の小切手のおかげで事なきを得た。
守尾漁業を畳んだ後は父の知己である富永水産で働いており、魚市場を訪れた未蘭と知り合い互いに惹かれあってゆく。
放送中は「NISSAN×モンテ・クリスト伯」のコラボCMに出演。
小久保（こくぼ）
演 - 田川可奈美
守尾漁業の女性事務員。原作におけるコクレスに担当するキャラクター。

### その他の人物
安堂完治（あんどう かんじ）
演 - 葉山奨之
アパレルブランド立ち上げを計画している若手実業家。原作におけるベネデット（アンドレア・カヴァルカンティ）に相当するキャラクター。
その正体は公平と留美の間に生まれた不義の子。22年前に切迫早産で生まれた直後に公平により遺棄されたが、土屋が掘り起こして救出したことで生き延び児童養護施設で育った。
その後は投資詐欺などをはたらき前科もつくなど落ちぶれた人生を送っていたが、真海の策略で何も知らないまま留美と引き合わされ、復讐劇に巻き込まれていく。
復讐劇終盤、保身を図る公平に国外に逃がすと呼び出されたところで襲われて再び生き埋めにされるも、真海の指示で見張っていた土屋に助けられ、復讐劇終了後に意識を取り戻す。
寺角類（てらかど るい）
演 - 渋川清彦
幸男と清の学生時代の先輩。原作におけるカドルッスに相当するキャラクター。
学生時代から素行が悪く、詐欺や地上げ屋まがいの悪行に手を出していた。そのため年長者としての威厳は皆無だが、邪険に扱われるたびに「俺、先輩だぞ?」と言い返すのが口癖となっている。清が暖を陥れる計画を知りながらも真相を口外せず、暖が逮捕された後も地上げや窃盗により服役するなど、出世した幸男や清と違い何も変わらず地元で酒浸りの日々を送っていた。その間、清の指示で暖の母めぐみを地上げで追い込み間接的に死に追い込んだ。
暖が脱獄し浜浦に戻った際に尋問され、幸男と清の悪行を白状した。
真海邸から幸男のスキャンダルの証拠を入手するよう清に依頼され、刑務所で一緒だった安堂を仲間に引き込んで空き巣に忍び込むが、乱入してきた留美を暴行したため、止めようとした安堂に刺される。辛うじて息はあったものの、そのまま安堂と留美によって土に埋められ、2人が逃げ去った後、姿を現した真海の怨嗟の言葉を聞きながら絶命する。
柴門恵（さいもん めぐみ）
演 - 風吹ジュン
暖の母親で、暖を女手一つで育てた。原作におけるルイ・ダンテスの役割を一部担っている。
暖が逮捕された後は「犯罪者の身内」として世間から冷ややかな目で見られるようになり、体を壊してからはすみれの未来を案じて彼女を家から遠ざけ、やがて孤独死した。
死後家屋と土地は神楽に奪われ、産廃処理場になっている。
木島義国（きじま よしくに）
演 - 嶋田久作
衆議院議員。かつて留美を愛人にしていたが、子飼いにしていた清と結婚させた。その後も清と癒着し収賄を続けている。
復讐劇終了後の動向は不明だが、神楽同様逮捕された可能性がある。
天野満（あまの みつる）
演 - 栁俊太郎
闇金「F&Dファイナンス」を名乗り、安堂に金を貸しては暴力的な取立てをしていた謎の男。
正体は真海の個人資産を管理していたスイス銀行の人間であり、復讐劇の後は清を裏切った牛山とコネクションを築いた。
「F&Dファイナンス」の社名は「F」はファリア真海の「ファリア」、「D」は柴門 暖（さいもん だん）の「暖」のアルファベットの頭文字が由来である。
富永大悟（とみなが だいご）
演 - 高橋努
信一朗が勤務する、富永水産の社長。信一朗の父、英一朗とは旧知の間柄。常に信一朗の事を気にかけて温かく見守っている。
佐伯日菜子（さえき ひなこ）
演 - 黒沢あすか
カラオケスナックの店主。

## スタッフ
- 原作：アレクサンドル・デュマ『モンテ・クリスト伯』
- 脚本：黒岩勉
- 音楽：眞鍋昭大
- 主題歌：DEAN FUJIOKA「Echo」（A-Sketch）
- プロデュース：太田大、荒井俊雄
- 演出：西谷弘、野田悠介、永山耕三
- 制作著作：フジテレビ

## 放送日程
| 各話                                                                       | 放送日  | サブタイトル | 演出              | 視聴率 |
| -------------------------------------------------------------------------- | ------- | --- | ----------------- | ------ |
| 第1話                                                                      | 4月19日 | 冤罪で地獄に落とされた男                                                                                                  | 西谷弘            | 5.1%   |
| 第2話                                                                      | 4月26日 | 開幕!囚人から紳士へ大変貌 憎き者とついに対峙                                                                              | 西谷弘            | 5.7%   |
| 第3話                                                                      | 5月03日 | 狂気の晩餐会開宴！復讐鬼が招待する最初の地獄                                                                              | 西谷弘            | 7.1%   |
| 第4話                                                                      | 5月10日 | 寂しき人妻と魅力的な青年…復讐鬼、鬼畜の所業                                                                               | 野田悠介          | 6.5%   |
| 第5話                                                                      | 5月17日 | 彼女はもう死んだ…惜別の夜 真の悪魔が覚醒する                                                                              | 野田悠介          | 5.3%   |
| 第6話                                                                      | 5月24日 | ついに宿敵を潰す…死よりも残酷な結末                                                                                       | 永山耕三          | 6.0%   |
| 第7話                                                                      | 5月31日 | 永遠のさよなら…昔の親友に贈る鎮魂歌                                                                                       | 永山耕三          | 5.9%   |
| 第8話                                                                      | 6月07日 | 最終章 仮面崩壊…全員狂気                                                                                                  | 西谷弘            | 7.4%   |
| 第9話                                                                      | 6月14日 | 壮絶復讐劇ついに完結 全ての憎しみ怒り痛み 最期の狂宴で今宵決着 赦しとは？幸せとは？復讐に人生捧げた男が見た絶望の向こう側 | 永山耕三 野田悠介 | 6.8%   |
| 平均視聴率6.2%（視聴率はビデオリサーチ調べ、関東地区・世帯・リアルタイム） |         | |                   |        |

## 副音声企画
第6話で南条すみれ役の山本美月と神楽清役の新井浩文による副音声企画が実施された。

## 受賞
- ギャラクシー賞 2018年6月度月間賞[14]
- 第12回コンフィデンスアワード・ドラマ賞 主演男優賞[15][16]

## 関連商品
サウンドトラック
- 眞鍋昭大　フジテレビ系ドラマ「モンテ・クリスト伯ー華麗なる復讐ー」オリジナルサウンドトラック（2018年5月30日発売、ポニーキャニオン、PCCR-00672）

Blu-ray・DVD
- モンテ・クリスト伯ー華麗なる復讐ー Blu-ray BOX（2018年11月21日発売、ポニーキャニオン、PCXC-60086）
- モンテ・クリスト伯ー華麗なる復讐ー DVD BOX（2018年11月21日発売、ポニーキャニオン、PCBC-61772）